# Carl Dahlhaus

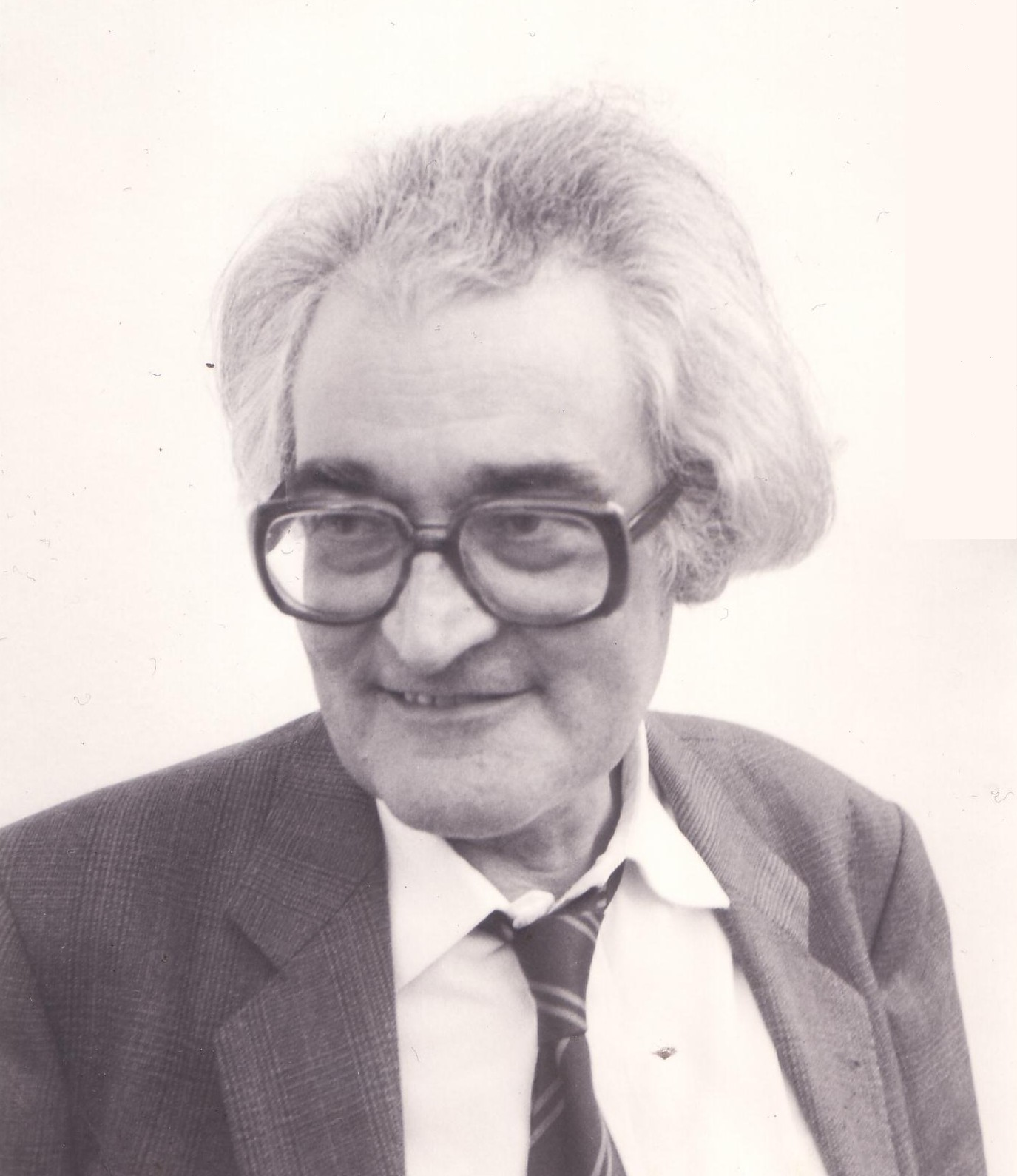
Carl Dahlhaus

Carl Dahlhaus (Hannover, 10 juni 1928 – Berlijn, 13 maart 1989), was een musicoloog uit West-Berlijn. Hij had een grote bijdrage aan de ontwikkeling van musicologie als wetenschappelijke discipline tijdens het naoorlogse tijdperk.
Dahlhaus (1977) stelde voor dat de musicologie niet alleen stilistische geschiedenis moet omvatten, 'een geschiedenis waarvan het onderwerp kunst is en niet biografie of sociale contingenties', maar ook structurele geschiedenis, receptiegeschiedenis en culturele geschiedenis.
Dahlhaus schreef 25 boeken, meer dan 400 artikelen en heeft bijgedragen aan zeker 150 andere werken over een breed scala aan onderwerpen, de meerderheid over de geschiedenis van de westerse muziek en in het bijzonder die van de 19e-eeuwse, romantische muziek. Hij was zeer geïnteresseerd in het werk van Richard Wagner.
Na een korte periode aan de Universiteit van Saarbrücken volgde hij Hans Heinz Stuckenschmidt op als hoogleraar musicologie aan de TU Berlijn, waar hij bleef tot zijn dood.
Als een onvermoeibare leraar en een pittige debater kreeg Dahlhaus hoge achting voor zijn nogal esoterische gebied van expertise.
Hij overleed in Berlijn op 13 maart 1989 na een lange ziekte.